# Puig Socarrat
El Puig Socarrat és una muntanya rocosa de 590,1 m alt del terme comunal d'Arboçols, de la comarca del Conflent, a la Catalunya del Nord. És a prop i al nord del poble de Marcèvol.